# Peter & Pierre
|  | Denne artikel er oprettet af botten PalnaBot ud fra en ekstern database. Den kan derfor have sproglige fejl eller mangler. Denne skabelon kan fjernes efter kontrol af indholdet. |

Peter & Pierre er en film instrueret af Ole Henning Hansen efter manuskript af Ole Henning Hansen.

## Handling
Dokumentarfilm om en trykker og en kunstner. I Peter Bramsens litografiske værksted i Paris følger vi ham i arbejdet med kunstneren Pierre Alechinsky, der laver litografier på værkstedet. Det er en film om processen men også om miljøet omkring tilblivelsen.